# The Colombian Cartel
The Colombian Cartel er en fiktiv gangstergruppe fra spillet Grand Theft Auto III.
Nyttige informationer:
- Tilholdssted: Shoreside Wale, hele øen.
- Tøj: Meget australsk/columbiansk udseende, jeans.
- Karakter: Lovløse og illoyale.
- Køretøj: 4x4 pick-up, kaldet Cartel Cruiser.
- Favorit Radio: Flashback FM og Rise FM.

Gruppen er ledet af Miguel og Catalina.